# Saison 2020-2021 du Brest Bretagne Handball
Maillots
Chronologie
2019-2020 2021-2022
Actualités
Dernière mise à jour : 30 mai 2021.
La saison 2020-2021 du Brest Bretagne Handball est la neuvième saison de son histoire depuis sa relégation administrative, la cinquième en Ligue Féminine de Handball. Brest participe pour la quatrième fois de son histoire à la Ligue des Champions.

## Transferts et mouvements d'effectif
| Joueuse           | Poste            | Provenance/Destination        | Durée |
|                   |                  | Arrivées                      |       |
| Tonje Løseth      | Arrière gauche   | Herning-Ikast Håndbold        | 2 ans |
| Đurđina Jauković  | Arrière gauche   | ŽRK Budućnost Podgorica       | 2 ans |
| Laurène Catani    | Demi-centre      | Toulon Saint-Cyr Var Handball | 2 ans |
|                   |                  | Départs                       |       |
| Shenia Minevskaja | Arrière gauche   | SCM Râmnicu Vâlcea            | ?     |
| Marta Mangué      | Arrière droite   | Bourg-de-Péage DHB            | ?     |
| Laurie Carretero  | Gardienne de but | Nantes Atlantique HB          | ?     |
| Gaëlle Le Hir     | Pivot            | Arrêt                         | Arrêt |
|                   |                  | Prolongations                 |       |
| Sandra Toft       | Gardienne de but | 2 ans                         | 2 ans |
| Ana Gros          | Arrière droite   | 2 ans                         | 2 ans |
| Constance Mauny   | Ailière gauche   | 2 ans                         | 2 ans |

## Résultats de la saison

### Championnat de France

#### Résultats
| PHASE ALLER                                                                                           |            |                    |         |                      |    |
| J1 | 09.09.2020 | Mérignac Handball  | 18 – 32 | Brest BH             | 3  |
| J2 | 16.09.2020 | Brest BH           | 37 – 25 | Chambray Touraine    | 6  |
| J3 | 23.09.2020 | OGC Nice           | 22 – 29 | Brest BH             | 9  |
| J4 | 14.10.2020 | Brest BH           | 26 – 25 | Nantes Atlantique    | 12 |
| J7 | 04.11.2020 | Brest BH           | 44 – 19 | Saint-Amand Handball | 15 |
| J8 | 22.11.2020 | Toulon Saint-Cyr   | 20 – 36 | Brest BH             | 18 |
| J10                                                                                                   | 06.01.2021 | Brest BH           | 30 – 19 | Metz Handball        | 21 |
| J11                                                                                                   | 13.01.2021 | Brest BH           | 35 – 21 | JDA Dijon            | 24 |
| J5 | 20.01.2021 | Brest BH           | 30 – 25 | ES Besançon          | 27 |
| J13                                                                                                   | 27.01.2021 | Bourg-de-Péage DHB | 26 – 29 | Brest BH             | 30 |
| J6 | 02.02.2021 | Fleury Loiret      | 23 – 41 | Brest BH             | 33 |
| J12                                                                                                   | 10.02.2021 | Paris 92           | 23 – 20 | Brest BH             | 34 |
| J9 | 17.02.2021 | HB Plan-de-Cuques  | 28 – 34 | Brest BH             | 37 |
| PLAYOFFS                                                                                              |            |                    |         |                      |    |
| J1 | 27.02.2021 | ES Besançon        | 25 – 24 | Brest BH             | 38 |
| J2 | 03.03.2021 | Brest BH           | 29 – 21 | OGC Nice             | 41 |
| J3 | 24.03.2021 | Brest BH           | 25 – 20 | Paris 92             | 44 |
| J4 | 28.03.2021 | Metz Handball      | 22 – 27 | Brest BH             | 47 |
| J5 | 28.04.2021 | Chambray Touraine  | 24 – 26 | Brest BH             | 50 |
| J6 | 02.05.2021 | Brest BH           | 30 – 23 | Bourg-de-Péage DHB   | 53 |
| J7 | 12.05.2021 | Nantes Atlantique  | 23 – 32 | Brest BH             | 56 |
| FINALE                                                                                                |            |                    |         |                      |    |
| Finale                                                                                                | 19.05.2021 | 2 Metz Handball    | 31 – 24 | 1 Brest BH           | -  |
| Finale                                                                                                | 23.05.2021 | 1 Brest BH         | 29 – 22 | 2 Metz Handball      | -  |
| Brest est champion de France pour la première fois depuis la relégation administrative de l'Arvor 29. |            |                    |         |                      |    |
| Légende: Victoire Nul Défaite                                                                         |            |                    |         |                      |    |

#### Finale: détails des matches
Finale aller
| 19 mai 2021 18h30 CEST | Metz Handball   | 31 - 24   | Brest Bretagne Handball | Palais omnisports Les Arènes, Metz Affluence : 800 Arbitrage : Sylvain Artes et Benjamin Bolla |
| 19 mai 2021 18h30 CEST | Tjaša Stanko, 7 | (16 - 13) | Ana Gros, 10            | Palais omnisports Les Arènes, Metz Affluence : 800 Arbitrage : Sylvain Artes et Benjamin Bolla |
| 19 mai 2021 18h30 CEST | ×1 ×3           |           | ×2                      | Palais omnisports Les Arènes, Metz Affluence : 800 Arbitrage : Sylvain Artes et Benjamin Bolla |

Finale retour
| 23 mai 2021 15h30 CEST | Brest Bretagne Handball | 29 - 22   | Metz Handball     | Brest Arena, Brest Affluence : 800 Arbitrage : Raouf et Karim Gasmi |
| 23 mai 2021 15h30 CEST | Ana Gros, 10            | (13 - 12) | Méline Nocandy, 5 | Brest Arena, Brest Affluence : 800 Arbitrage : Raouf et Karim Gasmi |
| 23 mai 2021 15h30 CEST | ×4                      |           | ×1 ×4             | Brest Arena, Brest Affluence : 800 Arbitrage : Raouf et Karim Gasmi |

Score cumulé sur l'ensemble des deux rencontres : 53 à 53. Brest est sacré champion de France à la faveur des buts marqués à l'extérieur (24 contre 22).

### Coupe d'Europe: ligue des champions

#### Résultats
| MATCHS ALLER                                                                         |            |                     |             |                      |    |
| J1                                                                                   | 12.09.2020 | Brest BH            | 28 – 21     | Râmnicu Vâlcea       | 2  |
| J2                                                                                   | 20.09.2020 | Borussia Dortmund   | 29 – 41     | Brest BH             | 4  |
| J3                                                                                   | 27.09.2020 | Brest BH            | 25 – 25     | Győri ETO KC         | 5  |
| J4                                                                                   | 10.10.2020 | Budućnost Podgorica | 22 – 22     | Brest BH             | 6  |
| J5                                                                                   | 18.10.2020 | Brest BH            | 28 – 30     | CSKA Moscou          | 6  |
| J6                                                                                   | 25.10.2020 | Odense Håndbold     | 24 – 31     | Brest BH             | 8  |
| J7                                                                                   | 14.11.2020 | Podravka Koprivnica | 29 – 33     | Brest BH             | 10 |
| MATCHS RETOUR                                                                        |            |                     |             |                      |    |
| J8                                                                                   | 16.11.2020 | Brest BH*           | 32 – 25     | Podravka Koprivnica* | 12 |
| J9                                                                                   | 22.11.2020 | Brest BH            | 32 – 21     | Odense Håndbold      | 14 |
| J10                                                                                  | 09.01.2021 | CSKA Moscou         | 25 – 24     | Brest BH             | 14 |
| J11                                                                                  | 17.01.2021 | Brest BH            | 28 – 28     | Budućnost Podgorica  | 15 |
| J12                                                                                  | 23.01.2021 | Győri ETO KC        | 27 – 27     | Brest BH             | 16 |
| J13                                                                                  | 06.02.2021 | Brest BH            | 33 – 33     | Borussia Dortmund    | 17 |
| J14                                                                                  | Annulé     | Râmnicu Vâlcea      | 10 – 0      | Brest BH (forfait)** | 17 |
| PHASE FINALE                                                                         |            |                     |             |                      |    |
| 8e de finale                                                                         | 07.03.2021 | Team Esbjerg (6A)   | 27 – 33     | Brest BH             | -  |
| 8e de finale                                                                         | 14.03.2021 | Brest BH            | 30 – 27     | Team Esbjerg (6A)    | -  |
| Quart de finale                                                                      | 04.04.2021 | Brest BH            | 34 – 24     | Metz Handball (2A)   | -  |
| Quart de finale                                                                      | 10.04.2021 | Metz Handball (2A)  | 26 – 26     | Brest BH             | -  |
| FINAL 4                                                                              |            |                     |             |                      |    |
| Demi-finale                                                                          | 29.05.2021 | Győri ETO KC        | 25 – 27 tab | Brest BH             | -  |
| Finale                                                                               | 30.05.2021 | Brest BH            | 28 – 34     | Vipers Kristiansand  | -  |
| Brest est finaliste de la ligue des Champions pour la première fois de son histoire. |            |                     |             |                      |    |
| Légende: Victoire Nul Défaite                                                        |            |                     |             |                      |    |

* Match retour disputé à Koprivnica en raison de la pandémie de Covid-19
** À la suite de l'annulation d'un vol, Brest ne parvient pas à se rendre en Roumanie. Le match n'est pas reporté et Brest est déclaré perdant par l'EHF en raison du contexte de pandémie de Covid-19

#### Final 4: détail des matches
Demi-finale
| 29 mai 2021 15h15 CEST | Győri ETO KC                           | 25 - 27 (tab)     | Brest Bretagne Handball | Papp László Budapest Sportaréna, Budapest (Hongrie) Affluence : 2 500 Arbitrage : Marta et Vania Sa |
| 29 mai 2021 15h15 CEST | Veronica Kristiansen, 8                | (8 - 11, 20 - 20) | Ana Gros, 9             | Papp László Budapest Sportaréna, Budapest (Hongrie) Affluence : 2 500 Arbitrage : Marta et Vania Sa |
| 29 mai 2021 15h15 CEST | Prol. : 22 - 22, 23 - 23 ; Tab : 2 - 4 |                   |                         | Papp László Budapest Sportaréna, Budapest (Hongrie) Affluence : 2 500 Arbitrage : Marta et Vania Sa |
| 29 mai 2021 15h15 CEST | ×4                                     |                   | ×5                      | Papp László Budapest Sportaréna, Budapest (Hongrie) Affluence : 2 500 Arbitrage : Marta et Vania Sa |

Finale
| 30 mai 2021 18h00 CEST | Brest Bretagne Handball | 28 - 34   | Vipers Kristiansand | Papp László Budapest Sportaréna, Budapest (Hongrie) Affluence : 2 300 Arbitrage : Cristina Nastase et Simona Raluca Stancu |
| 30 mai 2021 18h00 CEST | Ana Gros, 8             | (14 - 18) | Henny Reistad, 9    | Papp László Budapest Sportaréna, Budapest (Hongrie) Affluence : 2 300 Arbitrage : Cristina Nastase et Simona Raluca Stancu |
| 30 mai 2021 18h00 CEST | ×1 ×2                   |           | ×3 ×6               | Papp László Budapest Sportaréna, Budapest (Hongrie) Affluence : 2 300 Arbitrage : Cristina Nastase et Simona Raluca Stancu |

### Coupe de France
| Entrée en lice en quart de finale     |            |                   |         |            |
| Quart de finale                       | 24.02.2021 | Chambray Touraine | 32 – 33 | Brest BH   |
| Demi-finale                           | 24.04.2021 | Metz Handball     | 23 – 29 | Brest BH   |
| Finale à Créteil                      | 15.05.2021 | Brest BH          | 37 – 33 | Nantes AHB |
| Brest remporte sa 3e coupe de France. |            |                   |         |            |
| Légende: Victoire Nul Défaite         |            |                   |         |            |

#### Finale: détails du match
| 15 mai 2021 16h15 CEST | Brest Bretagne Handball | 37 - 33   | Nantes Atlantique HB | Palais des sports Robert-Oubron, Créteil Arbitrage : Yann Carmaux et Julien Mursch |
| 15 mai 2021 16h15 CEST | Ana Gros, 9             | (20 - 19) | Déborah Kpodar, 8    | Palais des sports Robert-Oubron, Créteil Arbitrage : Yann Carmaux et Julien Mursch |
| 15 mai 2021 16h15 CEST | ×1 ×4                   |           | ×1 ×3                | Palais des sports Robert-Oubron, Créteil Arbitrage : Yann Carmaux et Julien Mursch |